# 皮特·维拉
皮特·维拉（Peter Vera，1982年12月8日—），是一名乌拉圭职业足球运动员，司职中场。他曾经入选过乌拉圭U-17国家队，2004年时被上海申花签入，不过并没有出色表现，赛季结束后就离队返回乌拉圭联赛。